# Dolichos oliveri
Dolichos oliveri är en ärtväxtart som beskrevs av Georg August Schweinfurth. Dolichos oliveri ingår i släktet Dolichos och familjen ärtväxter. Inga underarter finns listade i Catalogue of Life.